# Sklářství
Sklářství je řemeslo a průmyslové odvětví zabývající se výrobou a zpracováním skla. Patří k velmi starým řemeslům, neboť k objevu skla došlo už kolem roku 3000 př. n. l.

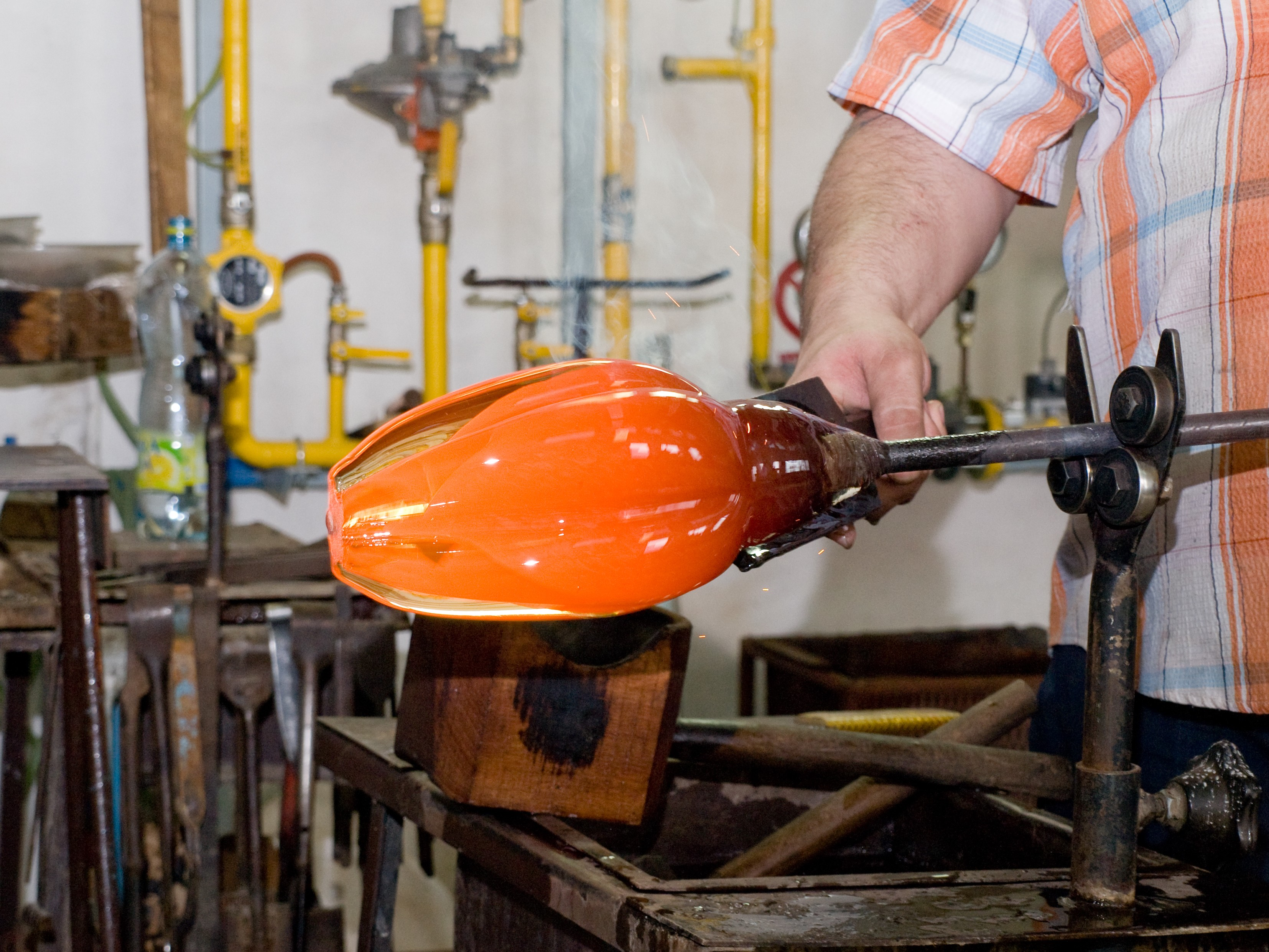
Sklář při práci

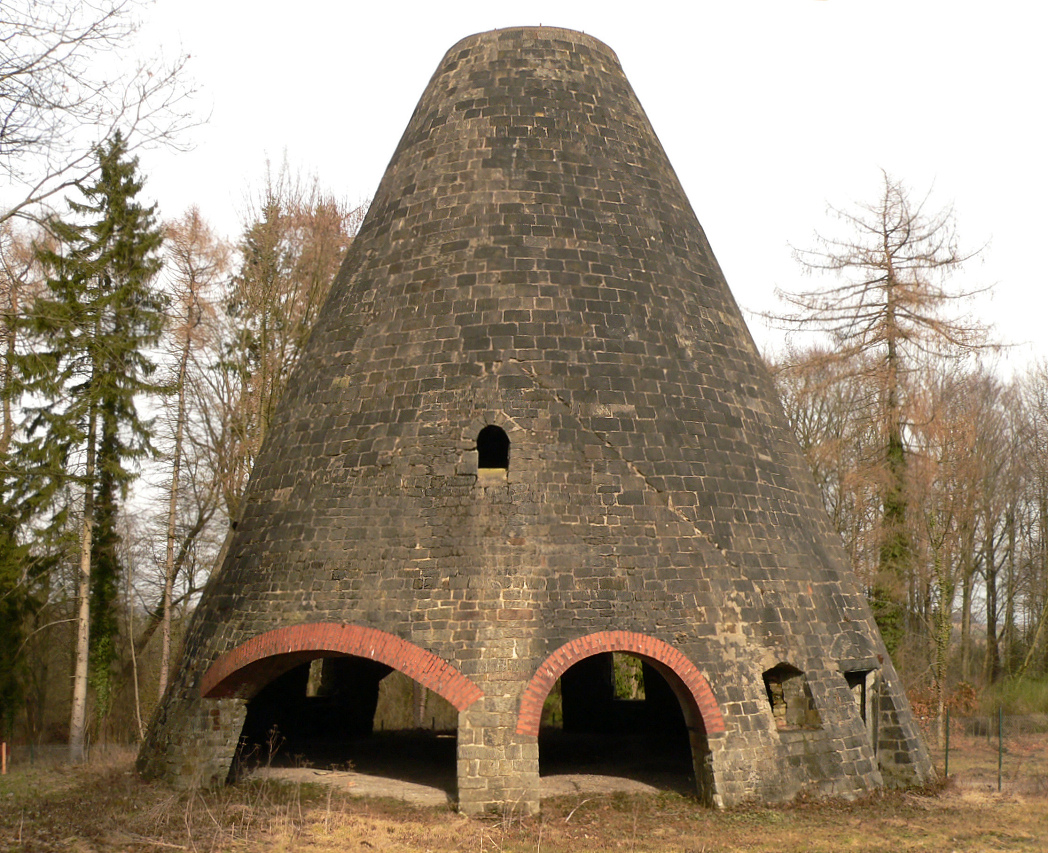
Sklářská huť (1839)

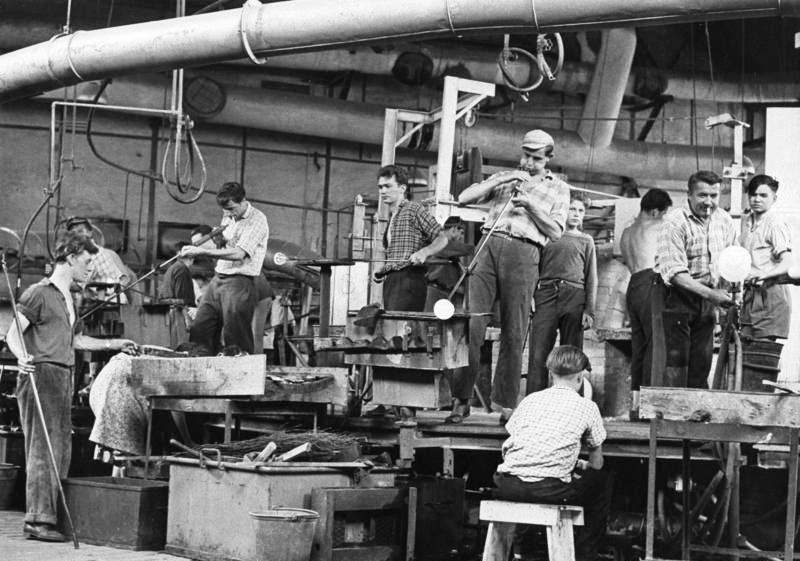
Foukači (nahoře) a pomocníci (dole). Sklárna Dürren, Německo, 1958

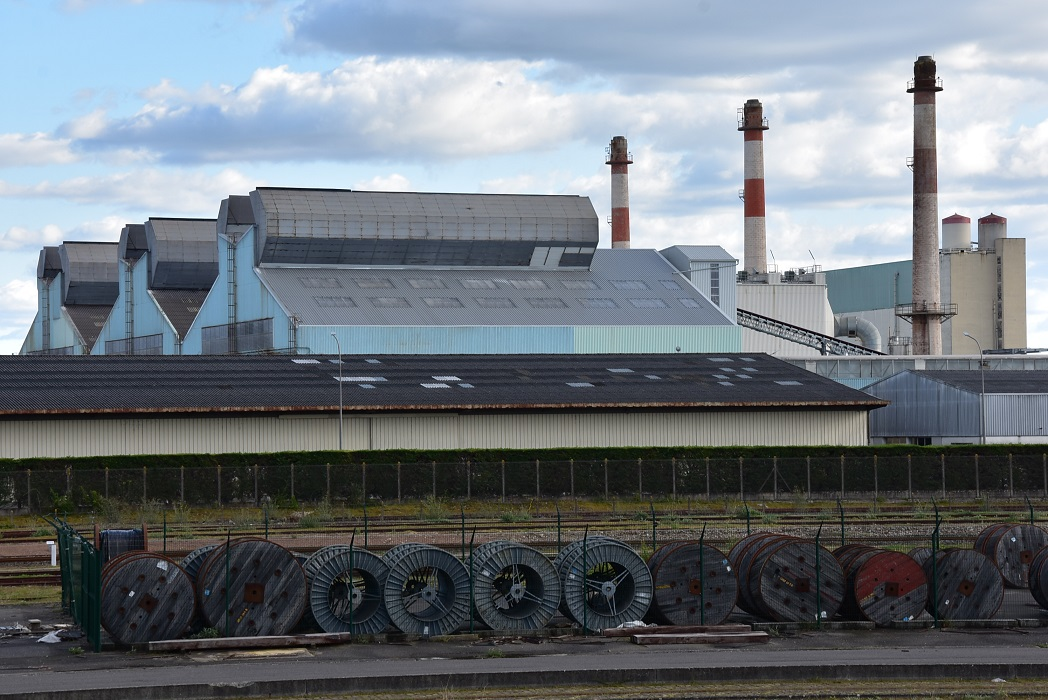
Továrna v Cognacu, Francie, na stáčení slavných lihovin

## Výroba skla
Výroba začíná přípravou sklářského kmene, nejčastěji směsi sklářského písku s vysokým obsahem oxidu křemičitého SiO2, sody (uhličitanu sodného) a potaše (uhličitanu draselného), které snižují teplotu tavení, a dalších přísad.
Kmen se potom roztaví v pánvích nebo vanách ve sklářské peci a čeří, čímž vzniká hutní sklo. To se dál zpracovává a tvaruje různými technikami, zejména foukáním, litím, lisováním nebo tažením.
Polotovary se řízeným způsobem ochlazují, případně tepelně zpracovávají (tvrzení) a často také zdobí (například broušením, leptáním, malováním).
Ploché sklo se většinou vyrábí technologií floating – kontinuálním litím na povrch roztaveného cínu.
Duté či obalové sklo se vyrábí foukáním do forem, případně lisováním.
Laboratorní sklo se nejčastěji taky fouká, jenže s použitím speciálních druhů skla, víc odolných proti chemickým vlivům, teplotám, tepelnému šoku atd.
Umělecké sklo se vyrábí ručně s použitím velmi rozmanitých technik tvarování i zdobení.
Během 20. století vznikla celá řada nových použití skla a s tím i nových výrobních technologií.

## Historie
Sklářství patrně vzniklo na Blízkém východě nebo v Egyptě počátkem 3. tisíciletí př. n. l. Nejstarší známé výrobky jsou drobné korále, knoflíky a šperky. Někdy se sklo používalo k povrchovému zdobení keramiky. Velký pokrok zaznamenalo v císařské době v Římě, kde se podařilo vyrobit sklo čiré a průhledné. V pozdním starověku dosáhly techniky výroby luxusních skleněných nádob velmi vysoké úrovně.
Středověcí skláři se věnovali zejména výrobě plochého skla, zpočátku v malých rozměrech. Zasklívala se okna chrámů, teprve později také paláců a bohatých domů. Od pozdního středověku vynikalo sklářství benátské, jednak výrobou plochého skla a zrcadel, jednak luxusního ozdobného nádobí.
Od 17. století se prosazuje i sklářství německé a české, v 19. století se rychle rozvíjí strojní výroba a příslušné technologie. Pece dříve vytápěné dřevem přecházejí na plyn, duté výrobky se vyrábějí v celku a ploché sklo se lisuje.

### Sklářství v Čechách
Počátky českého sklářství spadají do 13. století. Archeologické průzkumy odhalily sklárny z druhé poloviny 13. století v pohraničních horách. Jednalo se o soustavu zpravidla tří pecí (v největší se při teplotách přes 1200 °C tavilo sklo, zbylé pece byly pomocné) chráněnou jednoduchými dřevěnými přístřešky.
Nejstarší sklárny pracovaly v Krušných horách, Lužických horách, Orlických horách, na Šumavě a v dalších horských oblastech s dostatečnými zásobami dřeva, (kterého sklárny spotřebovaly ohromné množství k topení a k výrobě potaše), vody a dalších surovin (křemen a vápenec). Vyrábělo se především okenní a stolní sklo, jehož hlavními odběrateli se stala města, kláštery a šlechtická sídla. Nazelenalý odstín skloviny dal název lesnímu sklu, jindy bylo zabarvení kouřové. Během 2. poloviny 14. století prosluly vysoké štíhlé foukané číše, zvané píšťaly nebo české číše, vyvážené také do Německa.
Od 16. století se objevuje duté sklo malované emailovými barvami, dále čiré hutní sklo zvané český křišťál. Foukané tenkostěnné sklo je v období manýrismu kolem roku 1600 tvarováno také do podoby zvířecích těl, fanktaskních tvarů či žertovných trubiček. Od konce 17. století nastupuje barokní sklo, mj. proslulo duté picí sklo ryté a broušené, se zlacenými zdobami, většinou poháry s víkem nebo číše, dále dvouvrstvé čiré sklo zdobené uvnitř zlatou fólií, nejčastěji jako číšky, zvané dvojstěnky. K nejznámějším rodům věnujícím se výrobě skla v Českých zemích v 16.–18. století patřily rody Schürerů z Waldheimu, Friedrichů, Preislerů a Wanderů, které povětšinou přišly ze Saska.
Od konce 18. století se zavádí sklo barevné, vrstvené emaily nebo přetahované barevnými lazurami. Sklovina se barví různými pigmenty, průsvitnými do červena (rubínové sklo), do mléčných odstínů (opálové či mléčné sklo), opakní sklovina napodobuje polodrahokamy: lithyalin připomíná červený jaspis, hyalit zase černý onyx, jiné barvy tvoří sklo mramorové. Během 1. poloviny 19. století přichází do módy také žluté uranové sklo.

#### Lužické Hory
Podhůří Lužických hor mělo za sebou bohatou sklářskou minulost sahající až do vrcholného středověku. V polovině 17. století se zdejší obyvatelstvo začalo více než na samotnou hutní výrobu orientovat na zušlechťování skla a obchod se sklem. V průběhu 18. století v oblasti figuroval velký počet malířů, brusičů, kuličů a rytců. Skleněné polotovary se musely dovážet až z velmi vzdálených oblastí Čech a Moravy. V roce 1792 měly sklářské obchodní kompanie své odbočky (faktorie) s obchodními domy v nejdůležitějších evropských městech a přístavech:
- Kompanie z Boru (Haide): Georg Anton Janke & Comp. (Španělsko), Josef Handel & Comp. (Portugalsko), Franz Schier (Itálie), Johann Heinrich Gotscher (Hamburk), Adam Ziegenhaim & Comp. (Portugalsko), Josef Günter (Rusko), Hiecke Rautenstrauch & Comp. (Španělsko, Portugalsko),
- Kompanie z Polevska (Blottendorf): Preissler & Comp. (Španělsko), Adam Oppitz & Comp. (Španělsko), Kittel Fischer & Comp. (Holandsko), Bratři Horner & Comp. (Španělsko a Nizozemí),
- Kompanie z Arnultovic (Arnsdorf): Schürer Schicht & Comp. (Španělsko), Johann Josef Ullmann & Comp. (Španělsko), Franz Storm & bratři (Itálie), W. Zimmermann & Comp. (Španělsko, Portugalsko),
- Kompanie z Falknova (Falkenau): Johann Schneider (Štýrsko, Korutany, Itálie), J. Ch. Gürtler & Comp. (Kuronsko),
- Kompanie z Prysku (Preschkau): Gottfried Köhler & Comp. (Polsko), Jakub Wenzl (Polsko),
- Kompanie z Kamenického Šenova (Steinschönau): Franz Vogel (Itálie, Turecko), Bratři Hölzl & Comp. (Turecko), Bratři Kreibichové (Francie), Bratři Zahnové (Francie), Franz Krause (Rusko), Palme Langer & Comp. (Itálie), Ignaz Krause (Španělsko), Hölzl & Palme (Francie),
- Kompanie z Práchně (Parchen): Palme & Comp. (Holandsko), Benj. Jonnel (Itálie), Franz Anton Wagner & synové (Itálie),
- Kompanie z Okrouhlé (Scheibe): Christoph & Gottlieb Zahn (Německo), Joseph Caspar Zahn (Španělsko), Johann G. Kirschner (Španělsko),
- Kompanie ze Skalice (Langenau): Elias Kittel & synové (Španělsko, Německo), Johann Hocke Lauermann & Comp. (Španělsko, Nizozemí), Groh & Glanz (Holandsko), Bratři Trauschke (Holandsko, Portugalsko), vdova J. W. Jancke & Comp. (Portugalsko, Holandsko), J. A. Preissler (Španělsko), Sigmund Heinel & Comp. (Španělsko),
- Kompanie ze Sloupu (Bürgstein): Josef Birkle (Dánsko), Ludwig Gerthner (Holandsko), J. G. Melzer & Comp. (Kuronsko).[2]

### Sklářství na Moravě

#### Valašské sklářství
S příchodem Valachů na Valašsko v 17. stol. vznikaly na Valachách první sklárny. Jednalo se hlavně o drobné lesní sklárny. Polovina 19. stol. znamenala pro sklárny na Valachách rozkvět. Nejznámější sklárny byly pod Radhoštěm, Hutisku a Novém Hrozénku. V Krasně byla významná sklárna firmy S. Reich & Co, patřila k největším sklárnám osvětlovacích zařízení v Rakousku-Uhersku, založena roku 1854, funguje v pozměněné formě dodnes.

#### Sklářství v Jeseníkách
Od 15. stol. vznikaly v Jeseníkách sklárny, zejména kolem Štítů, okolo Mlýnice, Moravského Karlova, Bílé a Červené Vody.

## Současné české sklo
České sklo má ve světě poměrně silnou pozici, a to jak průmyslově vyráběné, tak i řemeslné a umělecké. V 2. polovině 20. století je proslavili např. Stanislav Libenský, Jaroslava Brychtová nebo Pavel Hlava. Mezi největší exportéry patří firmy Preciosa, Moser, Crystalex a Lasvit. Mezi nejznámější české umělecké skláře a sklářské výtvarníky patřili například René Roubíček a Bořek Šípek.